# Prunyi Ilona
Prunyi Ilona (Debrecen, 1941. május 1. –) Liszt Ferenc-díjas zongoraművész, tanár, érdemes művész.

## Élete, munkássága
Felsőfokú zenei tanulmányait 1958 és 1963 között a Liszt Ferenc Zeneművészeti Főiskola zongora szakán végezte Gát József és Mihály András vezetésével. Diplomája megszerzése után, 1963-tól a főiskola tanársegédje, később egyetemi docense lett.
Még növendékként részt vett az 1961-es nemzetközi Liszt–Bartók zongoraversenyen, ahol dicsérő oklevelet kapott. Ösztöndíjasként többször vett részt Yvonne Lefebure párizsi zongorakurzusain. Oktató tevékenysége mellett folyamatosan koncertezik, e minőségében Magyarországon kívül Európa számos országában (Nagy-Britannia, Németország, Ausztria, Franciaország, Csehszlovákia, Románia), valamint Kanadában és Kínában is hangversenyezett. Nem csak szóló- és zenekari esteken lép fel, de kamarazenészként is, fellépései során kiváló zenekarokkal, karmesterekkel és zenei előadókkal zenél együtt.
Repertoárja felöleli a zongorairodalom standard alkotásainak sorát, és kortárs magyar szerzők műveit is szívesen játssza, bemutatja (Petrovics Emil, Sári József, Láng István, Bozay Attila, Hollós Máté). Petrovics Emil zongoraversenyt írt számára, amit 1999-ben mutatott be. Dohnányi zongoradarabjainak előadásával gyakorlatilag elindította a hazai Dohnányi-reneszánszt. Kutatja, előadja és lemezre játssza a 19. század ismeretlen zenei értékeit, Ábrányi, Beliczay, Bertha, Mosonyi, Goldmark, Volkmann és mások elfeledett darabjait. E felvételei közül sok világpremiernek számít. Ugyancsak sok világpremierként megjelenő CD jelent meg játékával a hongkongi HNH International Limited kiadóval való együttműködése révén. Emellett ötven körüli lemezfelvétele elsősorban a Marco Polo, a Naxos és a Hungaroton lemezkiadóknál jelentek meg.
1996-tól a zenei ismeretterjesztéssel is foglalkozik, a régi zenei szalonok emlékét felelevenítve, neves művésztársakkal együtt muzsikálva, kötetlen beszélgetések kíséretében mutatja be a magyar klasszikus zene értékeit.

## Díjai, elismerései
- A művelődési miniszter dicsérő oklevele (1985)
- Magyar előadóművészek nívódíja (1992)
- A közoktatási miniszter Művelődés szolgálatáért díja (1993)
- Artisjus-díj (1993, 1997, 1999)
- Liszt Ferenc-díj (1994)
- Ferencvárosért érdemérem (2003)
- Bartók–Pásztory-díj (2011)
- Érdemes művész (2015)